# Hanna Holborn Gray
Hanna Holborn Gray (Heidelberg, 25 oktober 1930) is een Amerikaans historica en professor emeritus bij de Universiteit van Chicago. Ze was tussen 1978 en 1993 de rector van die universiteit en was waarnemend rector bij de Yale-universiteit in 1977-1978.

## Biografie
Hanna Holborn werd in het Duitse Heidelberg geboren als de dochter van historicus Hajo Holborn en Annemarie Bettman. Haar vader vluchtte uit Duitsland toen het Nazi-regime aldaar aan de macht kwam en werd professor in Europese geschiedenis aan de Yale-universiteit. Na haar schooltijd in Washington D.C. ging Hanna Holborn aan het Bryn Mawr College studeren waar ze in 1950 afstudeerde. Via het Fulbright-programma ging ze vervolgens studeren aan de Universiteit van Oxford. In 1954 huwde ze met Charles Montgomery Gray en drie jaar later behaalde ze haar PhD aan de Harvard-universiteit.
Vervolgens ging ze aan de slag als universitair docent op Harvard. Toen haar echtgenoot werd aangesteld aan de Universiteit van Chicago verhuisde ze met hem mee naar Chicago en kreeg ze ook een aanstelling op die universiteit. Tussen 1966 en 1970 was ze samen met haar echtgenoot redacteur van het vakblad The Journal of Modern History. In 1972 werd Holborn Gray aangesteld als deken van het College of Arts and Sciences op de Northwestern-universiteit. Twee jaar later werd ze benoemd tot professor in de geschiedenis en provoost op de Yale-universiteit. Nadat de rector van Yale, Kingman Brewster, in 1977 opstapte om ambassadeur in het Verenigd Koninkrijk te worden werd Holborn Gray waarnemend rector van de universiteit. Ze was daarmee de eerste vrouwelijke rector van een Amerikaanse universiteit.
Ze keerde vervolgens terug naar Chicago waar ze tussen 1978 en 1993 als rector actief was. Ze verkreeg in 1991 van president George H.W. Bush de Medal of Freedom. Twee jaar later ging Holborn Gray met pensioen, maar bleef aan de universiteit verbonden als professor emeritus. 

## Geselecteerde bibliografie
- "Renaissance Humanism: The Pursuit of Rhetoric." In: Journal of the History of Ideas XXIV (1963): 497–514.
- "Valla’s Encomium of St. Thomas Aquinas and the Humanist Conception of Christian Antiquity." In: Essays in History and Literature, red. van H. Bluhm. University of Chicago, 1965, 37–52.
- "Machiavelli: The Art of Politics and the Paradox of Power." In: The Responsibility of Power: Historical Essays in Honor of Hajo Holborn, red. van L. Krieger and F.  Stern. Doubleday, 1967, 34–53.
- "Some Reflections on the Commonwealth of Learning." In: AAAS Science and Technology Yearbook 1992. American Association for the Advancement of Science, Washington D.C., 1993.
- "The Research University: Public Roles and Public Perceptions." In: Legacies of Woodrow Wilson, red. van J. M. Morris. Washington, D.C., 1995, 23–44.
- "The Leaning Tower of Academe." In: Bulletin of the American Academy of Arts and Sciences XLIX (1996): 34–54.
- "Aims of Education." In: The Aims of Education, red. van John W. Boyer. Chicago, 1997.
- "Prospects for the Humanities." In: The American University: National Treasure or Endangered Species? red. van R.G. Ehrenberg. Ithaca & London, 1997, 115–27.
- "On the History of Giants." In: Universities and their Leadership, red. van W. G. Bowen and H. T. Shapiro. Princeton, 1998, 101–115.
- "One Hundred Years of the Renaissance." In: Useful Knowledge, red. van Alexander G Bearn. American Philosophical Society, 1999, 247–54.
- "The Challenge of Leadership and Governance in the University." In: Knowledge Matters, red. van by Paul Axelrod. McGill-Queen's University Press, 2004, 93–100.
- "Western Civilization and Its Discontents." In: Historically Speaking VII (2005): 41–42.
- Searching for Utopia: Universities and their Histories. University of California Press, 2011.